# Kromosom Y
Kromosom Y je eden od spolnih kromosomov pri sesalcih. Telesne celice samcev imajo tako en kromosom X in en kromosom Y, telesne celice samic ne vsebujejo kromosoma Y. Gamete (spolne celice) samcev vsebujejo X ali Y (in tako odločajo o spolu potomca). 

## Človeški kromosom Y
Pri ljudeh je kromosom Y sestavljen iz okoli 58 milijonov baznih parov, ki so osnovni gradniki DNK. To pomeni, da predstavlja okoli 2 % celotne DNK v celici moškega osebka. Na njem se nahaja 86 genov, ki pa nosijo zapis le za 23 različnih beljakovin. Lastnosti, ki se dedujejo s kromosomom Y, torej le po moškem predniku, se imenujejo holandrične lastnosti.
Genska rekombinacija med kromosomoma X in Y ni mogoča, razen v majhnih predelih na psevdoavtosomnih regijah na telomerah teh kromosomov, kar pa predstavlja le okoli 5 % dolžine kromosoma. Večinski del kromosoma Y, ki ni zmožen rekombinacije, se imenuje nerekombinirajoča regija kromosoma Y (NRY). Za ugotavljanje očetovska se gledajo polimorfizmi posameznih nukleotidov v regiji NRY.

### Geni
Na kromosomu Y se nahajajo naslednji geni (izvzemši psevdoavtosomne gene):
- v regiji NRY (s pripadajočim genom na kromosomu X):
  - AMELY/AMELX (amelogenin)
  - RPS4Y1/RPS4Y2/RPS4X (ribosomska beljakovina S4)

- drugi geni v regiji NRY:
  - AZF1 (azoospermični dejavnik 1)
  - BPY2 (osnovna beljakovina kromosoma Y)
  - DAZ1 (beljakovina, manjkajoča pri azoospermiji)
  - DAZ2
  - PRKY (proteinska kinaza, vezana na kromosom Y)
  - RBMY1A1
  - SRY (regija, ki določa spol)
  - TSPY (za testise specifična beljakovina)
  - USP9Y
  - UTY (ubikvitarno prepisovani gen TPR na kromosomu Y)
  - ZFY (beljakovina s cinkovimi prsti)

### S kromosomom Y povezane bolezni
Kromosom Y se nahaja le pri moških in zapisuje le majhno število genov. Zato je poznanih le malo bolezni, povezanih s kromosomom Y.

Med takimi boleznimi so:
- Swyerjev sindrom (vrsta hipogonadizma pri moških s kariotipom 46,XY)
- 46,XX testikularna motnja spolnega razvoja
- Y-kromosomska neplodnost (običajno zaradi delecije gena AZF1)